# Rathaus Leuben

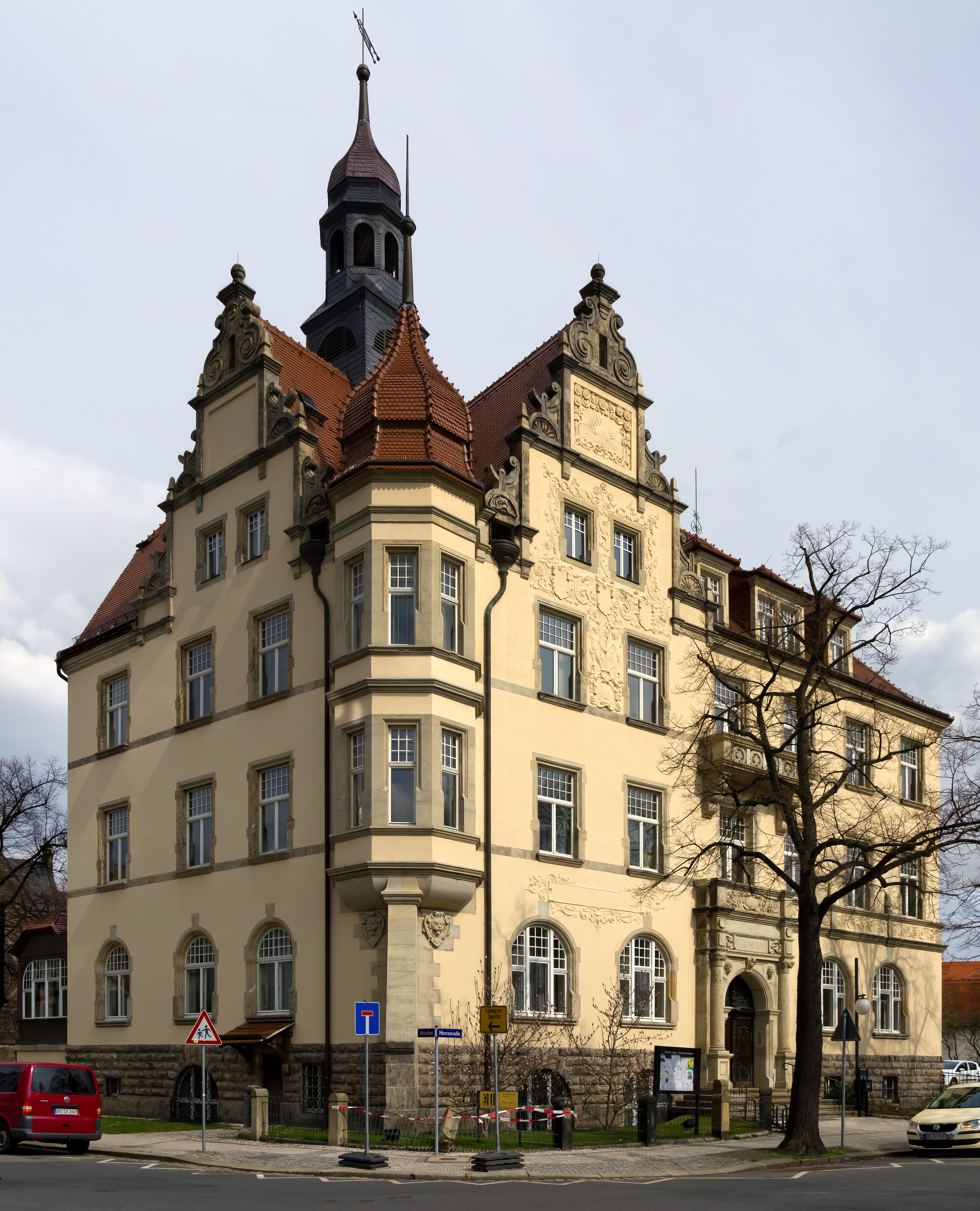
Rathaus Leuben

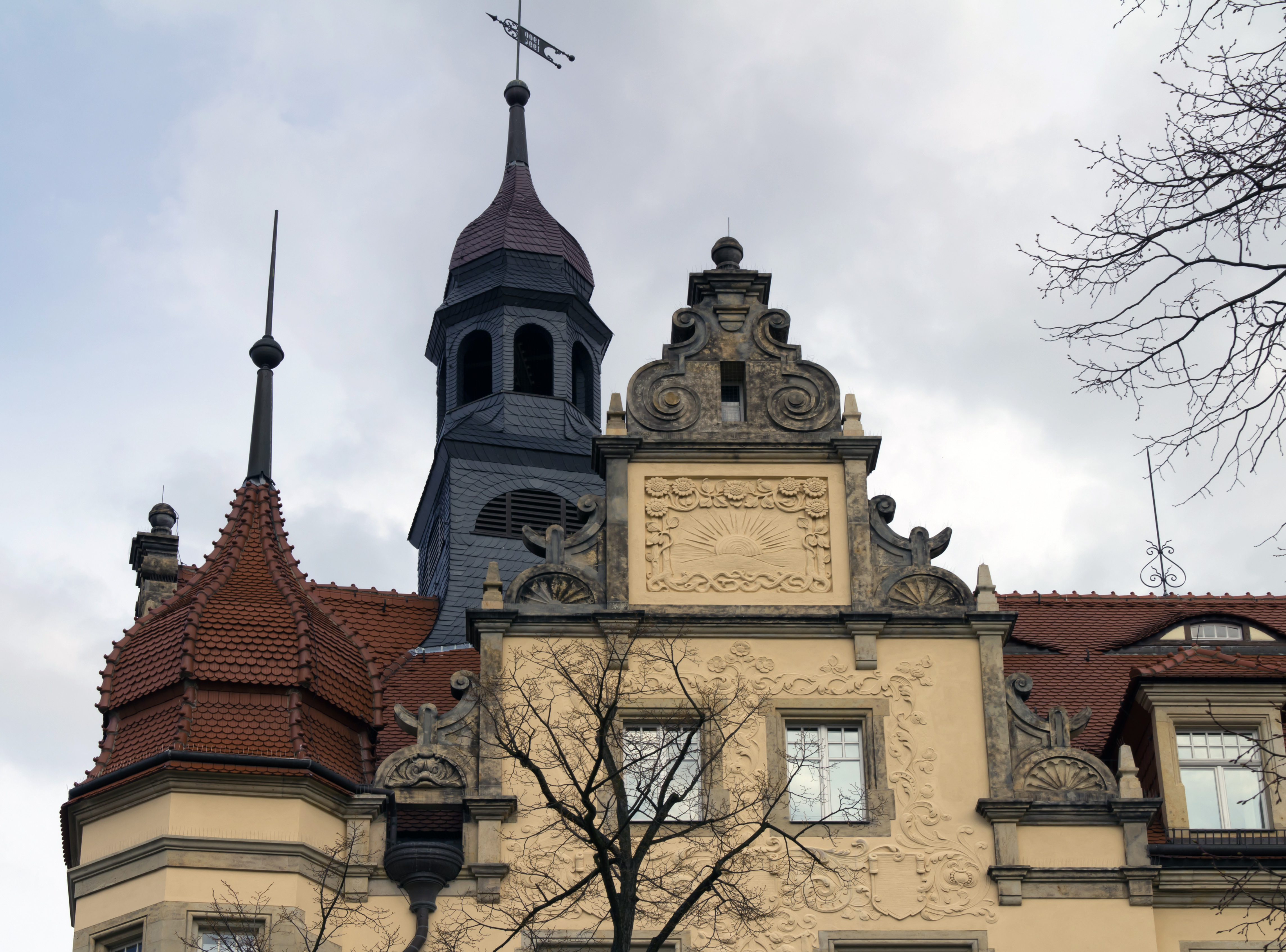
Giebel

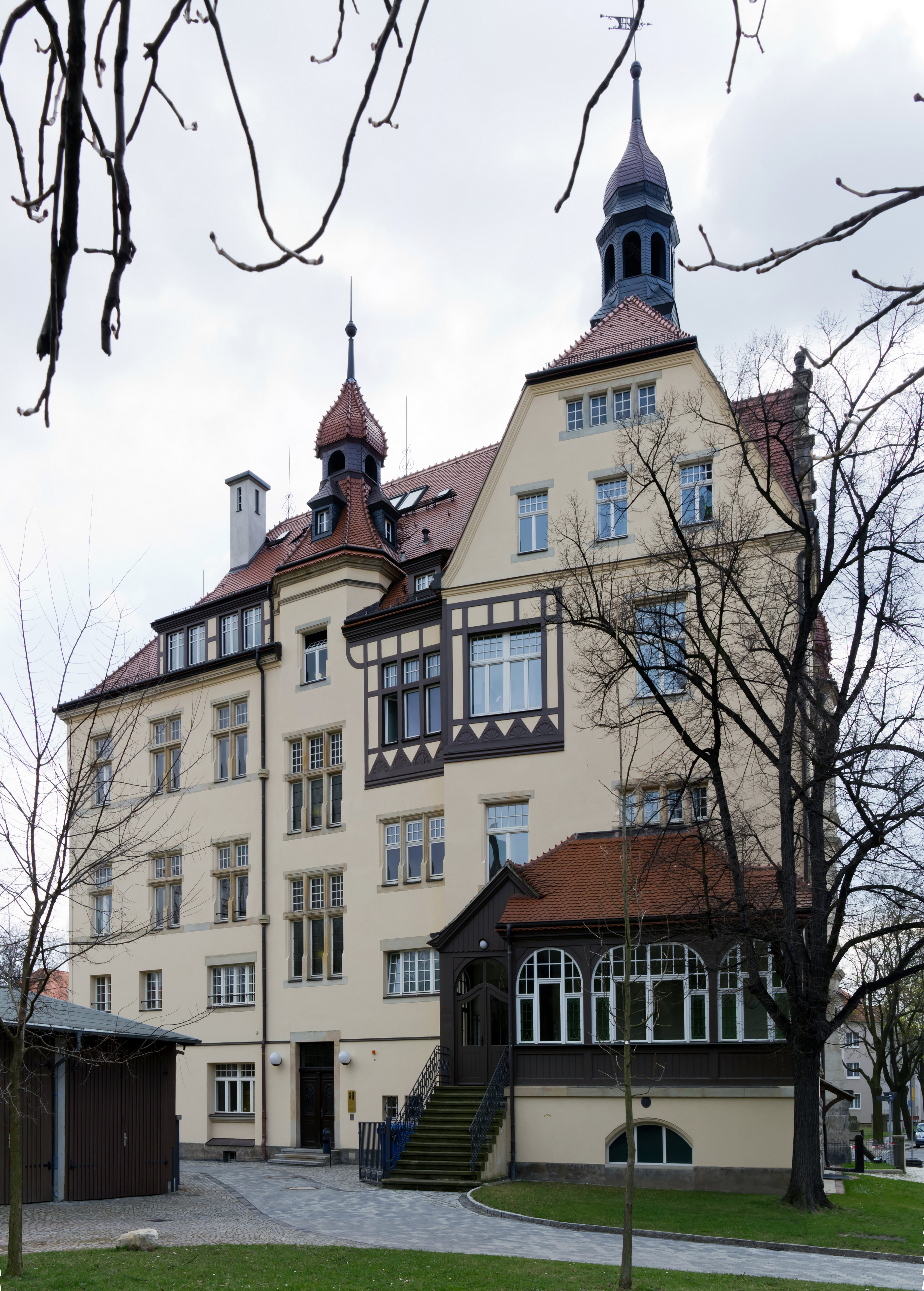
Rückseite

Das Rathaus Leuben, Hertzstraße 23 im Dresdner Stadtteil Leuben, wurde 1900–1901 für die damals noch selbständige Gemeinde Leuben erbaut und steht unter Denkmalschutz.

## Geschichte und Beschreibung
Gegen Ende des 19. Jahrhunderts entwickelte sich das Bauerndorf Leuben zu einem Industrie- und Gewerbestandort mit rund 3500 Einwohnern. So bedurfte es eines neuen Verwaltungssitzes, für den die finanziellen Mittel auch vorhanden waren. Den Bauplatz an der damaligen Residenzstraße erwarb die Gemeinde im Jahr 1897. Im November 1899 wurde der Bau eines Rathauses inklusive einer Gaststätte beschlossen. Mit dem Bau beauftragt wurde der Dresdner Architekt Gustav Hänichen, der sich etwa zur gleichen Zeit auch am Architekturwettbewerb für das Neue Dresdner Rathaus beteiligte und außerdem den Entwurf des seit 1899 im Bau befindlichen Radebeuler Rathauses erstellt hatte. Ihm gelang es, die Gesamtkosten des Projekts deutlich unter dem von der Gemeinde gesetzten Limit von 150.000 Mark zu halten. Vermutlich aus Kostengründen wurde auf den Bau einer ursprünglich vierflügeligen Anlage verzichtet.
Das dreieinhalbgeschossige Gebäude wurde in einer Mischung aus allen zur Verfügung stehenden Neostilen des Historismus mit einigen Jugendstil-Einsprengseln errichtet. Imposant sind das hohe Dach mit Haupt- und Nebenturm und das Treppenhaus mit Stuck, Säulen und Bleiglasfenstern. Es zeigt nach zwei Seiten einen hohen Renaissance-Giebel mit Verzierungen im bunten Stilmix von Neobarock und Jugendstil und einen über zwei Geschosse reichenden Eckerker auf polygonalem Grundriss. Der Ratskeller mit großem Wintergarten im Hochparterre war über eine Freitreppe an der Nordseite des Gebäudes zu erreichen. Treppe und Wintergarten gibt es noch heute, die Gaststätte seit 1921 nicht mehr. Die Wände des Ratskellersaals, der heute als Bürgersaal genutzt wird, sind holzvertäfelt, die Decke ist mit fünf großen Stuckbildern geschmückt, die lange übermalt waren und deren Farbigkeit erst 1999 bei einer Freilegung durch Studenten der Hochschule für Bildende Künste nachgewiesen wurde.
Das Gebäude beherbergte neben der Gemeindeverwaltung auch das Meldeamt, die Leubener Polizeiwache und eine Filiale der Ortssparkasse. Dies alles beschränkte sich auf die Räume im Erdgeschoss und ersten Obergeschoss. Im zweiten Obergeschoss hatte der Gemeindevorstand Otto Dittrich (1864–1929) eine große Wohnung für sich und seine Familie. Im dritten Obergeschoss befanden sich Wohnungen für Gemeindeangestellte. Anstelle des wegen mangelnden Zuspruchs seit 1921 geschlossenen Ratskellers im Erdgeschoss des Hauses wurde 1925 ein Volksbad mit vier Badewannen und vier Duschkabinen eingerichtet, das erst 1992 geschlossen wurde. Ab 1933 – Leuben war bereits 1921 eingemeindet worden – wurde das zweite Obergeschoss auch von der Gemeindeverwaltung genutzt, im Erdgeschoss befanden sich die Sparkasse, die Fürsorgestelle und eine Polizeiwache. Vom ersten Obergeschoss aus verband eine Wendeltreppe die „Kriminalabteilung“ mit den Verwahrzellen im Zwischengeschoss und im Keller. Diese Kriminalabteilung war eine Tarnung für die Gestapozentrale Dresden-Ost.
Zu dieser Zeit war die nach der Eingemeindung Leubens in Hertzstraße umbenannte Residenzstraße nach dem 1933 gestorbenen deutschvölkischen Politiker Hans Knirsch benannt worden. Heinrich Hertz galt den Nationalsozialisten wegen seiner Herkunft als Jude. Die Hausnummer war aber immer die 23. Im dritten Obergeschoss befanden sich weiterhin Wohnungen, die meist von Handwerkern bewohnt waren. Im Dresdner Adressbuch von 1941 beispielsweise sind als Mieter ein Händler und ein Stuhlbauer verzeichnet, zusammen mit den Bonbonkocher Kattermann und dem Hausmeister Nitzsche.
Nach 1945 befand sich im Rathaus zunächst eine Auffangstelle für Bombengeschädigte, später auch eine Tuberkulosestation und eine Mütterberatungsstelle. In den späteren DDR-Jahren überwogen wieder die Verwaltungsaufgaben wie polizeiliche Meldestelle und Wohnungsverwaltung.
Dresden wurde 1992 in zehn Ortsamtsbereiche aufgeteilt und Leuben das Zentrum eines dieser Bereiche. Das Rathaus wurde restauriert und ist seit 1998 Sitz des Stadtbezirksamts (bis 2018: Ortsamt). Im Jahr 2001 feierte es zusammen mit der Himmelfahrtskirche sein 100-jähriges Bestehen.